# Guatemala i olympiska sommarspelen 2008
Guatemala i olympiska sommarspelen 2008 bestod av 12 idrottare som blivit uttagna av Guatemalas olympiska kommitté.

## Badminton
- Huvudartikel: Badminton vid olympiska sommarspelen 2008
- Herrar

| Namn         | Gren   | 32-delsfinal | 16-delsfinal               | 8-delsfinal      | Kvartsfinal      | Semifinal        | Final            | Final            |
| Namn         | Gren   | Resultat     | Resultat                   | Resultat         | Resultat         | Resultat         | Resultat         | Plats            |
| ------------ | ------ | ------------ | -------------------------- | ---------------- | ---------------- | ---------------- | ---------------- | ---------------- |
| Kevin Cordón | Singel |              | (3) Bao CHN L, 21-17 21-16 | Gick inte vidare | Gick inte vidare | Gick inte vidare | Gick inte vidare | Gick inte vidare |

## Boxning
- Huvudartikel: Boxning vid olympiska sommarspelen 2008

| Tävlande         | Viktklass | Sextondelsfinal       | Åttondelsfinal       | Kvartsfinal          | Semifinal            | Final                |
| Tävlande         | Viktklass | Motståndare Resultat  | Motståndare Resultat | Motståndare Resultat | Motståndare Resultat | Motståndare Resultat |
| ---------------- | --------- | --------------------- | -------------------- | -------------------- | -------------------- | -------------------- |
| Eddie Valenzuela | Flugvikt  | Jongjohor (THA) L 1-6 | Gick inte vidare     | Gick inte vidare     | Gick inte vidare     | Gick inte vidare     |

## Friidrott
- Huvudartikel: Friidrott vid olympiska sommarspelen 2008

Förkortningar
- Noteringar – Placeringarna avser endast löparens eget heat
- Q = Kvalificerad till nästa omgång
- q = Kvalificerade sig till nästa omgång som den snabbaste idrottaren eller, i fältgrenarna, via placering utan att uppnå kvalgränsen.
- NR = Nationellt rekord
- N/A = Omgången ingick inte i grenen
- Bye = Idrottaren behövde inte delta i denna omgång

Herrar
Bana och landsväg
| Idrottare       | Gren       | Final    | Final     |
| Idrottare       | Gren       | Resultat | Placering |
| --------------- | ---------- | -------- | --------- |
| Alfredo Arévalo | Maraton    | 2:28:26  | 63        |
| Amado García    | Maraton    | 2:20:15  | 35        |
| Luis García     | 50 km gång | 3:56:58  | 22        |

Damer
Bana & landsväg
| Idrottare    | Gren       | Final    | Final     |
| Idrottare    | Gren       | Resultat | Placering |
| ------------ | ---------- | -------- | --------- |
| Evelyn Núñez | 20 km gång | 1:44:13  | 43        |

## Modern femkamp
| Idrottare       | Gren  | Skytte (10 meter luftpistol) | Skytte (10 meter luftpistol) | Skytte (10 meter luftpistol) | Fäktning (värja) | Fäktning (värja) | Fäktning (värja) | Simning (200 m frisim) | Simning (200 m frisim) | Simning (200 m frisim) | Ridsport (hästhoppning) | Ridsport (hästhoppning) | Ridsport (hästhoppning) | Löpning (3000 m) | Löpning (3000 m) | Löpning (3000 m) | Totalpoäng | Slutresultat |
| Idrottare       | Gren  | Poäng                        | Placering                    | MF-poäng                     | Resultat         | Placering        | MF-poäng         | Tid                    | Placering              | MF-poäng               | Straff                  | Placering               | MF-poäng                | Tid              | Placering        | MF-poäng         | Totalpoäng | Slutresultat |
| --------------- | ----- | ---------------------------- | ---------------------------- | ---------------------------- | ---------------- | ---------------- | ---------------- | ---------------------- | ---------------------- | ---------------------- | ----------------------- | ----------------------- | ----------------------- | ---------------- | ---------------- | ---------------- | ---------- | ------------ |
| Rita Sanz-Agero | Damer | 171                          | 31                           | 988                          | 7–28             | 35               | 568              | 2:29,41                | 32                     | 1128                   | 84                      | 18                      | 1116                    | 11:09,98         | 29               | 1044             | 4844       | 34           |

## Ridsport

### Hoppning
| Ryttare               | Häst        | Gren                 | Kval     | Kval      | Kval     | Kval     | Kval      | Kval     | Kval     | Kval      | Final            | Final            | Final            | Final            | Final            | Totalt | Totalt    |
| Ryttare               | Häst        | Gren                 | Omgång 1 | Omgång 1  | Omgång 2 | Omgång 2 | Omgång 2  | Omgång 3 | Omgång 3 | Omgång 3  | Omgång A         | Omgång A         | Omgång B         | Omgång B         | Omgång B         | Totalt | Totalt    |
| Ryttare               | Häst        | Gren                 | Straff   | Placering | Straff   | Totalt   | Placering | Straff   | Totalt   | Placering | Straff           | Placering        | Straff           | Totalt           | Placering        | Straff | Placering |
| --------------------- | ----------- | -------------------- | -------- | --------- | -------- | -------- | --------- | -------- | -------- | --------- | ---------------- | ---------------- | ---------------- | ---------------- | ---------------- | ------ | --------- |
| Juan Andrés Rodríguez | Orestus VDL | Individuell hoppning | 9        | 52 Q      | 9        | 18       | 40 Q      | 13       | 31       | 41        | Gick inte vidare | Gick inte vidare | Gick inte vidare | Gick inte vidare | Gick inte vidare | 31     | 41        |

## Segling
Herrar
| Seglare             | Gren  | Lopp | Lopp | Lopp | Lopp | Lopp | Lopp | Lopp | Lopp | Lopp | Lopp | Lopp | Summerad poäng | Finalplacering |
| Seglare             | Gren  | 1    | 2    | 3    | 4    | 5    | 6    | 7    | 8    | 9    | 10   | M*   | Summerad poäng | Finalplacering |
| ------------------- | ----- | ---- | ---- | ---- | ---- | ---- | ---- | ---- | ---- | ---- | ---- | ---- | -------------- | -------------- |
| Juan Ignacio Maegli | Laser | 44   | 9    | 39   | 16   | 44   | 32   | 39   | 12   | 15   | CAN  | EL   | 206            | 33             |

M = Medaljlopp; EL = Eliminerad – gick inte vidare till medaljloppet;

## Simning
- Huvudartikel: Simning vid olympiska sommarspelen 2008

## Skytte
- Huvudartikel: Skytte vid olympiska sommarspelen 2008

## Tyngdlyftning
- Huvudartikel: Tyngdlyftning vid olympiska sommarspelen 2008